# Françoise Lasak
Françoise Lasak (née le 6 mai 1968 à Besançon) est une sportive française, pratiquante de course en ligne de canoë-kayak. Elle participa aux jeux olympiques d'été de 1992 à Barcelone, mais fut éliminée en demi-finale du K-4 500 m.
Multiple médaillée aux championnats de France en kayak biplace et 4 places, elle devient internationale française en 1989 et participe aux championnats du Monde en kayak 4 places en 1990 
(1/2 finaliste) et en 1991 (8e).